# Sun Wukong

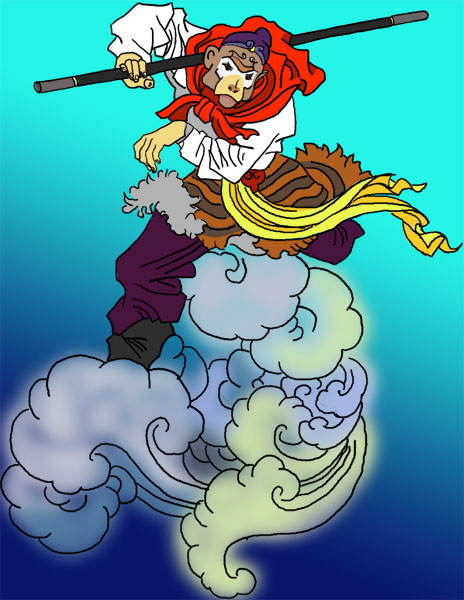
Sun Wukong

Sun Wukong (traditionell kinesiska: 孫悟空, förenklad kinesiska: 孙悟空, pinyin: Sūn Wùkōng; Wade–Giles: Sun Wu-k'ung - "Apan Upplyst-till-tomhet"), även känd som Kung Markatta eller Apkungen på svenska, är en apa född ur en magisk sten. Han har en inflytelserik roll i den kinesiska talspråksromanen Färden till Västern av Mingförfattaren Wu Cheng'en i vilken den daoistiskt utbildade och odödliga apan - tillika kung över Blomfruktberget - av bodhisattvan Guanyin får i uppdrag att eskortera den buddhistiske "Tangmunken" Tripitaka (modellerad efter den historiske Xuanzang) till Indien för att hämta sutror som kompensation för det kaos Sun tidigare ställt till med hos Jadekejsaren.
Som "yngre trosbröder" har han tre andra övernaturliga väsen: Zhu Bajie, ett lättjefullt och liderligt grismonster, Sha Wujing, ett flodmonster och drakkungen Ao Runs son, en Jade-drake som tjänar som Xuanzangs häst.
Sun Wukong, som i boken framställs som en trickster, lika busig som kapabel och handlingskraftig, är en av de allra mest älskade personligheterna från Kinas sago- och mytvärld, och firas varje år den 16 dagen i den åttonde kinesiska månkalendermånaden. Apkungen figurerar också årligen mer eller mindre förklädd i spelfilmer, tecknade filmer, tecknade serier, datorspel och så vidare.
Berättelser om Sun Wukong går i Kina tillbaka till Tangdynastin, men vissa tror att gestalten bygger på den äldre indiske apguden Hanuman.

## Filmatisering
Berättelsen om Apkungen har filmats flera gånger. Den version som är mest känd i Sverige är en animerad film producerad 1965 av bröderna Wan och folkrepubliken Kina i regi av Wan Laiming.